# Pusztaberki
Pusztaberki is een plaats (község) en gemeente in het Hongaarse comitaat Nógrád. Pusztaberki telt 131 inwoners (2001).